# Kunihiro Yamashita
Kunihiro Yamashita (født 29. maj 1986) er en tidligere japansk fodboldspiller.
Han har spillet for flere forskellige klubber i sin karriere, herunder Roasso Kumamoto.